# رام آوتار ام.ال.ای امروز
رام آوتار ام.ال. ای امروز (به هندی: Aaj Ka M.L.A. Ram Avtar) و (به انگلیسی: Today's MLA Ram Avtar) فیلمی هندی محصول سال ۱۹۸۴ و به کارگردانی داساری نارایانا رائو است. در این فیلم بازیگرانی همچون راجش خانا، شبانه اعظمی، شاتورگان سینها، آسرانی، ساتین کاپو، ای. کی. هانگال و دون ورما ایفای نقش کرده‌اند.